# Campionato del mondo rally raid
Il Campionato del mondo di rally raid (World Rally-Raid Championship o W2RC) è una serie di rally raid organizzata dall'Amaury Sport Organization e riconosciuta dalla FIA e dalla FIM. Le stagioni del campionato assegnano i titoli mondiali di entrambe le categorie: automobilistiche e motociclistiche.
A partire dal 2022, la serie ha sostituito sia la Coppa del mondo rally raid che il Campionato mondiale cross country rally come massimo livello dello sport del rally raid. L'ASO fungerà da promotore della serie per un periodo di cinque anni.

## Storia
La serie combinata del campionato del mondo è stata concepita come risultato degli sforzi di ASO, FIA e FIM per armonizzare i regolamenti. Dopo un voto del Consiglio automobilistico mondiale per rendere ufficialmente il rally raid il settimo campionato del mondo sotto la sua egida nel 2021, la FIA si è unita alla FIM per fondere le rispettive serie internazionali di rally raid in un unico campionato mondiale. L'ASO, promotrice del Rally Dakar, è stata scelta da entrambe le federazioni come unico promotore della serie per un periodo di cinque anni.
La prima edizione del campionato del mondo è ufficialmente iniziata con il Rally Dakar 2022 e si è conclusa in Marocco a seguito delle revisioni del programma dovute all'invasione russa dell'Ucraina, che ha costretto la cancellazione del Rally del Kazakistan di quell'anno, e alle preoccupazioni ambientali che hanno costretto a riprogrammare il Rally dell'Andalusia. I vincitori della prima edizione sono stati Nasser Al-Attiyah e Mathieu Baumel (con Toyota Gazoo Racing come costruttore) tra le auto, e Sam Sunderland con Monster Energy Honda tra le moto.

## Formato
Il campionato consiste principalmente di due tipi di rally raid:
Cross-Country Rally: da quattro a sei tappe cronometrate; distanza totale di 1200 km.
Cross-Country Marathon: più di sei tappe cronometrate; distanza totale di 2500 km.

## Categorie e premi
La serie comprende varie categorie sia FIA che FIM.

### Categorie FIA
- T1: prototipi di auto fuoristrada
- T2: auto fuoristrada di serie
- T3: veicoli fuoristrada prototipo leggeri
  - Campionato FIA Rally-Raid per piloti e copiloti T3.
- T4: veicoli side-by-side fuoristrada di produzione modificata
  - Campionato FIA Rally-Raid per piloti e copiloti T4.
- T5: Prototipi e produzione di autocarri fuoristrada
  - Campionato FIA Rally-Raid per piloti e copiloti T5.

I gruppi T1, T2, T3 e T4 sono in gara per i titoli assoluti piloti, copiloti e produttori. Ulteriori titoli specifici vengono assegnati nei gruppi T3, T4 e T5.

### Categorie FIM
- RallyGP
  - Campionato del mondo rally raid FIM per piloti e costruttori
- Rally2
  - Coppa del mondo rally raid FIM per piloti Rally2
  - Trofeo FIM rally raid junior
  - Trofeo FIM rally raid femminile
  - Trofeo FIM rally raid senior
- Rally3
  - Coppa del mondo rally raid FIM per piloti Rally3
  - Trofeo FIM rally-raid junior
- Quad
  - Coppa del mondo FIM rally raid per piloti di quad

Solo i piloti che gareggiano nella categoria RallyGP possono partecipare al Campionato del mondo rally raid FIM. I titoli di Coppa del Mondo sono disponibili per i campioni delle categorie Rally2, Rally3 e Quad.

## Albo d'oro

### Campioni del mondo rally raid FIA
| Stagione |                   |                   |                                  |
| Stagione | Pilota            | Copilota          | Costruttore                      |
| -------- | ----------------- | ----------------- | -------------------------------- |
| 2022     | Nasser Al-Attiyah | Mathieu Baumel    | Toyota Gazoo Racing South Africa |
| 2023     | Nasser Al-Attiyah | Mathieu Baumel    | Toyota Gazoo Racing South Africa |
| 2024     | Nasser Al-Attiyah | Édouard Boulanger | Toyota Gazoo Racing South Africa |

### Campioni del mondo rally-raid FIM
| Stagione |                   |                          |
| Stagione | Pilota            | Costruttore              |
| -------- | ----------------- | ------------------------ |
| 2022     | Sam Sunderland    | Monster Energy Honda     |
| 2023     | Luciano Benavides | Husqvarna Factory Racing |
| 2024     | Ross Branch       | Monster Energy Honda     |

### Campioni rally raid FIA
| Stagione |                          |                       |                |                  |             |                  |
| Stagione | Pilota T3                | Copilota T3           | Pilota T4      | Copilota T4      | Pilota T5   | Copilota T5      |
| -------- | ------------------------ | --------------------- | -------------- | ---------------- | ----------- | ---------------- |
| 2022     | Francisco López Contardo | François Cazalet      | Rokas Baciuška | Lukasz Laskawiec | Kees Koolen | Wouter De Graaff |
| 2023     | Seth Quintero            | Dennis Zenz           | Rokas Baciuška | Oriol Vidal      | -           | -                |
| 2024     | Rokas Baciuska           | Valentina Pertegarini | Yasir Seaidan  | Fernando Acosta  | -           | -                |

### Coppa del mondo rally raid FIM
| Stagione |                  |                             |                   |
| Stagione | Rally2           | Rally3                      | Quad              |
| -------- | ---------------- | --------------------------- | ----------------- |
| 2022     | Mason Klein      | Amine Echiguer              | Alexandre Giroud  |
| 2023     | Romain Dumontier | Ardit Kurtaj                | Laisvydas Kancius |
| 2024     | Bradley Cox      | John William Medina Salazar | Manuel Andujar    |

### Trofei rally raid FIM
| Stagione |            |                  |                          |
| Stagione | Donne      | Junior (R2)      | Anziano                  |
| -------- | ---------- | ---------------- | ------------------------ |
| 2022     | Mirjam Pol | Mason Klein      | Mario Patrão             |
| 2023     | Mirjam Pol | Jean-Loup Lepan  | Dominique Cizeau Girault |
| 2024     | -          | Konrad Dabrowski | Sebastian Alberto Urquia |